# Wolfgang Krolow

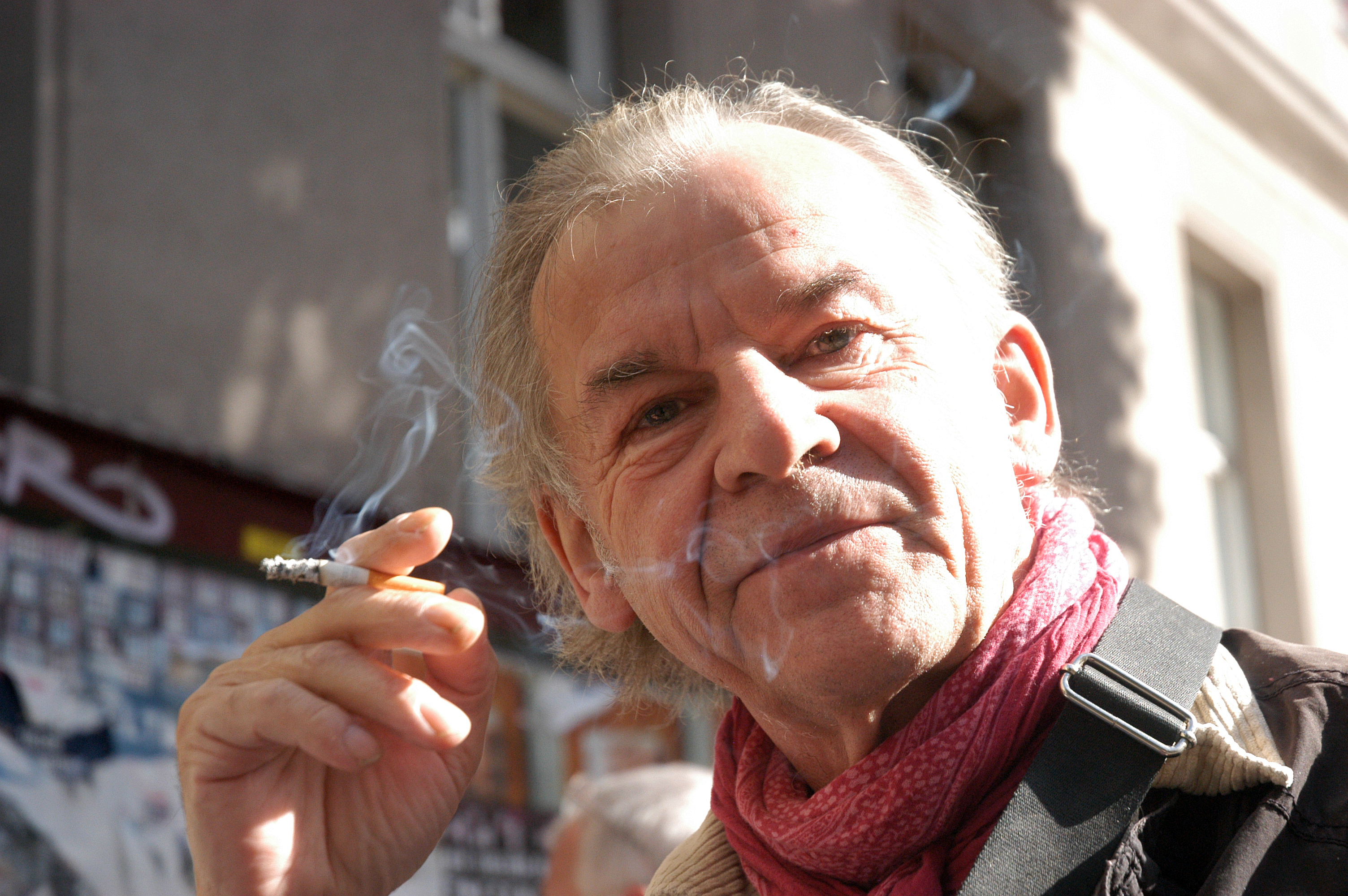
Wolfgang Krolow (2012)

Wolfgang Krolow (* 6. April 1950 in Sippersfeld; † 24. September 2019 in Berlin) war ein deutscher Fotograf.

## Leben

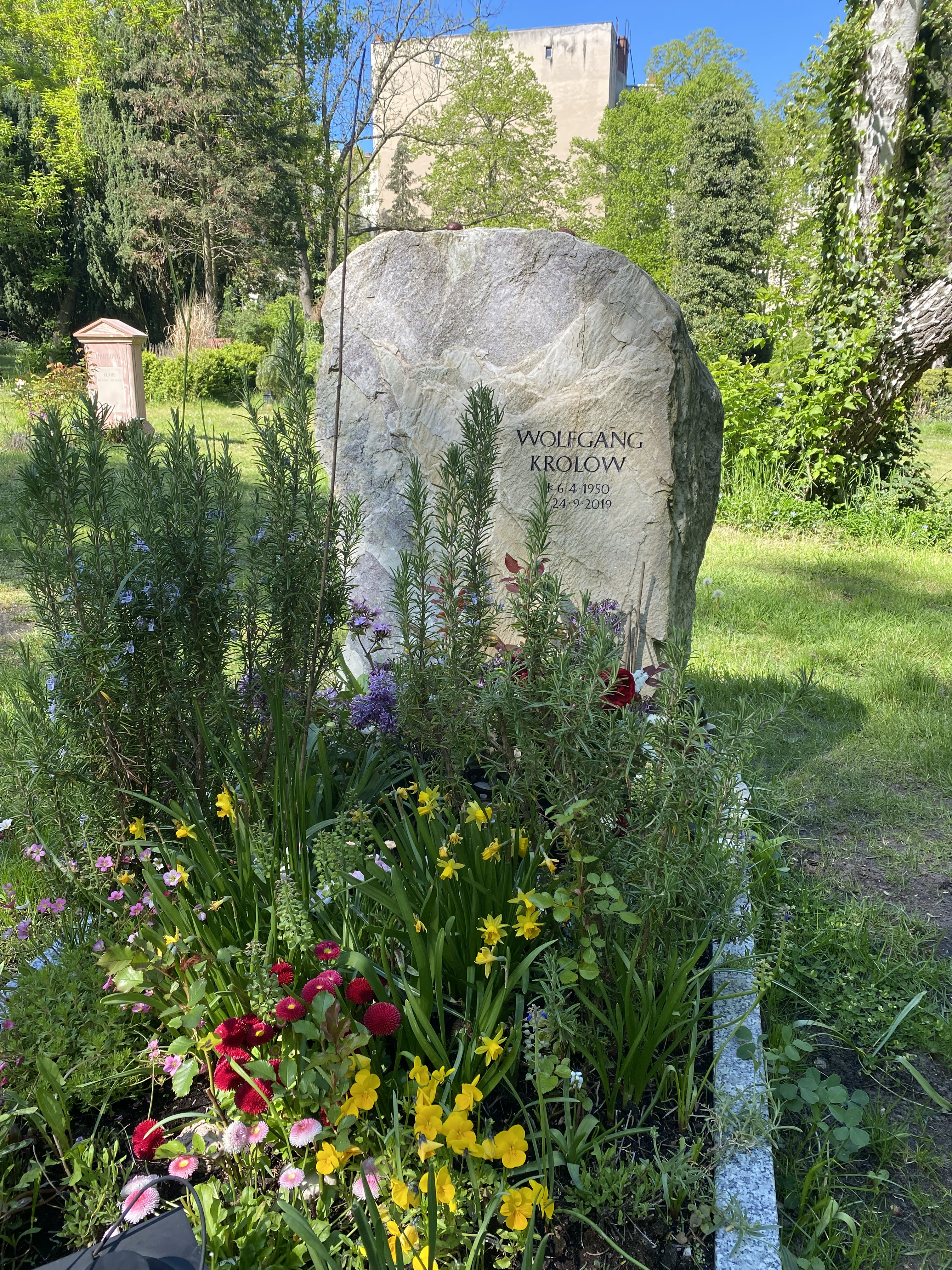
Grabstätte auf dem Dreifaltigkeitskirchhof II

Als Sohn eines hanseatisch-pfälzischen Ärztepaares verbrachte Wolfgang Krolow eine unabhängige Kindheit auf dem Land. Als Jugendlicher trat er gelegentlich in Kaiserslautern mit der Blues Harp vor GIs in Ami-Clubs auf. Unter Verzicht auf Abitur und Wehrdienst machte er sich 1968 mit dem Ziel Indien in Richtung Mittlerer Osten auf und bereiste dabei die Türkei, Syrien, den Irak, Iran und Afghanistan. Aus Gründen physischer und psychischer Erschöpfung brach er die Reise aber ab, ohne Indien erreicht zu haben. Krolow bewarb sich 1969 erfolgreich an der Kunstakademie in Mannheim und studierte dort Bildhauerei und Freie Grafik bei Hans Nagel. Etwa zeitgleich begann er mit der Fotografie und sammelte auch erste Erfahrungen in der Dunkelkammer. Er zog 1970 nach Berlin und jobbte als Verputzer auf dem Bau, als Lagerarbeiter und in einer Druckerei. 1972 bewarb er sich erfolgreich an der Berliner Hochschule der Künste (HDK). Sein Studium der Visuellen Kommunikation mit Schwerpunkt Fotografie und des Grafikdesigns begann er dort aber erst 1975 bei Helmut Lortz. Ab 1977 arbeitete er als freier Mitarbeiter bei verschiedenen Tageszeitungen, Magazinen und Verlagen wie Suhrkamp oder Wagenbach. Nach Beendigung seines Studiums der Visuellen Kommunikation an der HDK arbeitete Krolow ab 1982 als freier Fotograf in den Bereichen Journalismus, Schauspielerporträt und Architektur. Ab Ende der 1980er Jahre fotografierte Krolow wieder vermehrt auf Reisen und porträtierte bei Film und Theater.
Seine frühen Reiseerfahrungen, und nicht zuletzt auch die Bekanntschaft mit seinem Fotografen-Kommilitonen Gerhard Vormwald, begeisterten ihn für die spätere und langjährige Arbeit mit der Fotokamera. Seine Fotografien aus zahlreichen europäischen Städten, Ländern und Orten wie beispielsweise Albanien oder Wolgograd wurden in vielen Tageszeitungen und Magazinen veröffentlicht – Zentrum seiner Arbeit aber wurde und blieb der Kreuzberger Kiez – so auch für die Ausgaben der Kreuzberger Chronik – was sich auch in Krolows Publikationen widerspiegelt. Bis zu seinem Tod wohnte er dort selbst viele Jahre lang am Chamissoplatz.
Im Jahr 2005 erlitt Wolfgang Krolow einen Schlaganfall und war danach dauerhaft auf den Rollstuhl angewiesen. Er starb im Alter von 69 Jahren in einem Berliner Krankenhaus. Seine letzte Ruhestätte erhielt er auf dem Dreifaltigkeitskirchhof II im Berliner Ortsteil Kreuzberg.

## Werke (Auswahl)
- Erika Runge mit Wolfgang Krolow (Fotos): Kinder in Kreuzberg. Sozialistische Einheitspartei Westberlin, Berlin 1979, OCLC 174523155.[3]
- Wolfgang Krolow (Fotos), Peter-Paul Zahl (Vorwort): Instandbesetzer-Bilderbuch. LitPol, Berlin 1981, ISBN 3-88279-028-8.[3]
- Rolf Hosfeld, Peter-Paul Zahl, Wolfgang Krolow (Fotos): Seiltänze. Ein Fotobuch aus Kreuzberg. LitPol, Berlin 1982, ISBN 3-88279-016-4.[3]
- Klaus Hoffmann, Wolfgang Krolow (Fotos): Was fang ich an in dieser Stadt – Lieder aus 15 Jahren. Elefanten-Press, Berlin (West) 1983, ISBN 3-88520-108-9.[3]
- Stefan Orendt, Giuseppe DeSiati (Hrsg.): Albanien – Ein Fotolesebuch. Verlag BasisDruck, Berlin 1991, ISBN 3-86163-031-1.
- Ellen Röhner, Erik Steffen (Hrsg.): Stillstand und Bewegung: Menschen in Kreuzberg. Fotografien aus den 70ern und 80ern. Berlin Story Verlag, Berlin 2012, ISBN 978-3-86368-091-6.[3]
- Kreuzberg die Welt. Fotografien von Wolfgang Krolow. Assoziation A, Hamburg 2025, ISBN 978-3-86241-508-3.

## Ausstellungen (Auswahl)
- 1982: Beteiligung an der Ausstellung „BerlinBilder“ vom Goethe-Institut „Gefühl und Härte“, Berlin – Amsterdam.[6]
- 1983: EA, Galerie am Chamissoplatz, Wanderausstellung „Grossstadtdschungel“ Kunstverein München.[6]
- 1984: Werkschau EA, Galerie K.K. Braunschweig „Berlin“ journées internàtionales de la photographie, Montpellier.[6]
- 1984: Gruppenausstellung „Fotografie im eigenen Auftrag“ Galerie am Körner Park, Kunstamt Neukölln.[6]
- 1986: Kleinbildnegativ-Ausstellung „Anatomica“ EA, Galerie Schwarz auf Weiß, Berlin.[6]
- 1990: „soirées est-ouest – Fotos nach dem Mauerfall“ Centre Georges Pompidou, Paris.[6]
- 1991: „Alltag in Albanien“ Erstausstellung, WerkbundArchiv, Martin-Gropius-Bau, Berlin.[6]
- 1993: „Hund ist Extra“, Ausstellung im U-Bahnhof Berlin-Alexanderplatz[6]
- 1999: „Stadtluft“ AB Kunstverein Hamburg.[6]
- 2004: „Augenkitzel“ Galerie Tammen, Berlin.[6]
- 2007: „Arbeiten von Wolfgang Krolow“ Galerie argus fotokunst, Berlin, 24. August 2007 bis 6. Oktober 2007.[6]
- 2010: „Fotografien“, Fotoausstellung in der Marheinke Markthalle in Berlin im Rahmen der Reihe „Ich bin Kreuzberg“, ca. 140 Schwarz-Weiß-Fotografien in einer großen Werkschau im Zeitraum vom 4. September 2010 bis 2. Oktober 2010.[9]
- 2020: Aufbruch und Abschied. Retrospektive zum 70. Geburtstag, Remise am Tempelhofer Berg.[10]

## Trivia
- Im Jahr 2005 wurde Krolow laut Vita angeblich von einem „Blitzschlag“ getroffen[1][2] – Möglicherweise war damit aber sein Schlaganfall gemeint.[7]
- Im Zusammenhang mit einer Serie von Brandstiftungen brannte im Juli 2019 direkt vor Krolows Parterrewohnung im Berliner Bezirk Kreuzberg nachts ein Auto aus. Die Flammen schlugen dabei gegen die Fenster seiner Wohnung. Krolow konnte noch rechtzeitig seine Betreuerin alarmieren und so in Sicherheit gebracht werden – Die Berliner Zeitung B.Z. berichtete darüber.[8]